# Tuoba japonicus
Tuoba japonicus är en mångfotingart som först beskrevs av Fahlander 1935.  Tuoba japonicus ingår i släktet Tuoba och familjen storjordkrypare. Inga underarter finns listade i Catalogue of Life.